# Ère Wadō
L'ère Wadō (和銅) est une des ères du Japon (年号 (), nengō — littéralement « le nom de l'année ») suivant l'ère Keiun et précédant l'ère Reiki. Cette ère couvre la période allant du mois de janvier 708 au mois de septembre 715. L'impératrice régnante est Genmei (元明天皇)).

## Changement d'ère
- 708 Wadō gannen (和銅元年?) : Le nom de la nouvelle ère Wadō (« cuivre japonais ») est choisi parce que des gisements de cuivre sont découverts dans la province de Musashi. La précédente ère s'achève quand commence la nouvelle, au printemps de Keiun 5, le 11e jour du1re mois de 708[1]

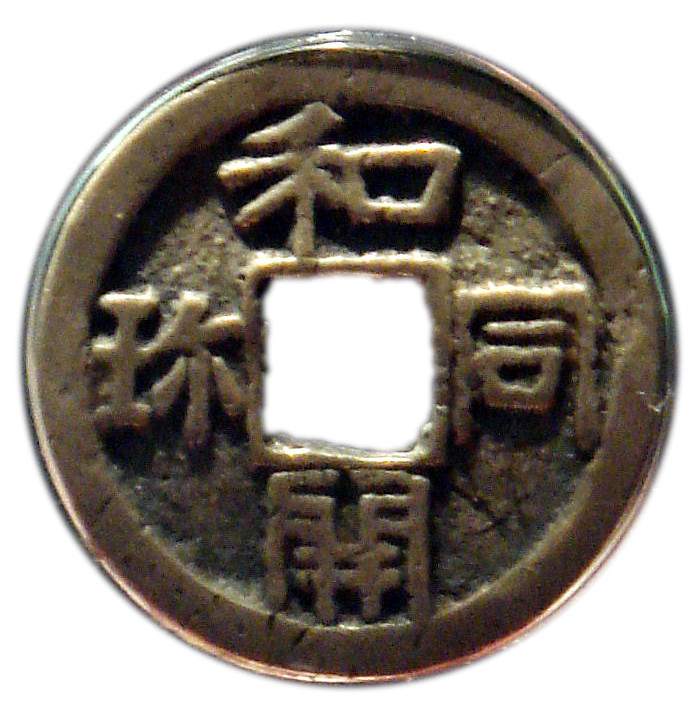
Pièce Wadōkaichin (和同開珎), VIIIe siècle, Japon.

Le mot japonais pour cuivre est dō (銅) et comme il s'agit de cuivre indigène, le wa (l'ancien terme chinois pour désigner le Japon) peut être combiné avec le dō (cuivre) pour créer un nouveau mot composite-- « wadō » — signifiant « cuivre japonais ». Une monnaie est installée dans la province d'Ōmi et l'ère Wadō est fameuse pour ses pièces wadokaiho / wadōkaichin (和同開珎) qui sont tenues pour la première  devise japonaise -- voir image of Wado Kaichin du Japan Mint Museum.

## Événements de l'ère Wadō
- Wadō gannen (和銅元年) ou Wadō 1, le 11e jour de la 4e lune (708): Le printemps de l'année, on offrit à cette princesse du cuivre de la Musashi; c'était le premier qu'on avait trouvé dans l'empire. Pour cette raison, l'impératrice Genmei donna aux années de son règne le titre honorifique de Wadō, qui veut dire cuivre japonais[3].
- Wadō 1, le 3e mois (708): Iso-no kami Maro fut nommé le sadaijin, et Fujiwara-no Fuhito était l'udaijin[4].
- Wadō 2, le 3e mois (709): Les peuples sauvages des provinces de Mutsu et d'Echigo se révoltèrent; on envoya contre eux des troupes qui les décomptèrent[4].
- Wadō 3 (710): L'impératrice établit la résidence à Nara. Dès les dernières années du règne de l'empereur Mommu, on avait eu le projet de l'y transporter; mais le palais ne fut achevé qu'à cette époque[4].
- Wadō 4 (711): Le scribe Ô no Yasumaro (太安万侶) publie l'histoire ancienne Kojiki en trois volumes[4]. Le Kojiki récit des faits anciens
- Wadō 5 (712): On separa de la province de Mutsu et celle de Dewa[4].
- Wadō 6 (713): On separa de la province de Tamba celle de Tango; on démembra du Bizen le pays de Mimsaka; et de la province de Hyūga et celui d'Osumi[4].
- Wadō 6 (713): Le livre Fudoki fut achevé: c'est une description de toutes les provinces, villes, montagnes, rivières, vallées et plaines, des plantes, arbres, oiseaux, quadrupèdes du Japon; elle contient également le récit de tous les événemens remarquables qui, dans les temps anciens, se sont passés dans ce pays.
- Wadō 6 (713): La route qui traversait les provinces de Mino et de Shinano étant fort étroite, on la fit élargir pour la commodité des voyageurs, et l'on établit aussi celle de Kiso[4].
- Wadō 7 (714): L'impératrice ayant su que, dans la province de Yamato, il y avait deux hommes qui se distinguaient par leur amour et leur respect pour leurs parents, elle les exempta pour la vie de tout impôt et de toute redevance; elle récompensa de même tous ceux qui brillaient dans la pratique des vertus domestiques[4].
- Wadō 8 (715): L'impératrice résigna l'empire en faveur de sa fille Genshō; et après un règne de huit ans, qui portèrent le nom de Wadō, elle prit le titre honorifique de daijō tennō[5]. Elle est le deuxième femme qui a pris cet titre en retraite.